# Roberto Sensini
Roberto Néstor Sensini, född 1966, är en argentinsk fotbollsspelare (försvarare).
Sensini spelade för Newell's Old Boys, Udinese, Parma och Lazio under sin proffskarriär. Han spelade 59 A-landskamper för Argentina (1987-2002) och deltog i tre VM-slutspel (1990, 1994, 1998) och tog VM-silver 1990. Italiensk mästare 2000.